# Sithonia
Sithonia (tiếng Hy Lạp: ?) là một khu tự quản ở vùng Trung Makedonías, Hy Lạp. Khu tự quản Sithonia có diện tích 517 km², dân số theo điều tra ngày 18 tháng 3 năm 2001 là 11798 người.